# Johann Melchior Beseke
Johann Melchior Gottlieb Beseke (* 26. September 1746 in Burg (bei Magdeburg); † 8. Oktober 1802 in Mitau) war ein deutscher Jurist, Philosoph und Ornithologe.
Beseke, der Sohn eines Pfarrers und Pädagogen, ging auf das Stift Klosterbergen und besuchte ab 1766 die Universität Frankfurt an der Oder, wo er Theologie und danach Philosophie und Jura studierte. 1772 erhielt er in Halle den Magister-Abschluss und wurde dort zum Dr. jur. promoviert. Danach hielt er philosophische und juristische Vorlesungen in Halle. 1774 ging er an das Gymnasium Illustre (Academia Petrina) in Mitau, an dem er Professor für Rechtsgelehrsamkeit war und mehrfach Prorektor wurde. 
Er veröffentlichte philosophische Abhandlungen, über Jura, Naturgeschichte und sogar über Chemie. 1797 veröffentlichte er eine Abhandlung über die Geschichte der Lehre von der Spontanzeugung. Als Ornithologe baute er eine Sammlung von Vögeln Kurlands auf.

## Schriften
- De jure cogendi (Halle, 1772).
- Num Litis Contestatio semper malam fidem inducat? (Halle, 1772).
- De origine modorum contrahendi apud Romanos (Halle, 1772).
- Über die Quellen der Moralität und Verbindlichkeit als die ersten Gründe der Moralphilosophie und des Naturrechts (Halle, 1774).
- Entwurf eines Lehrbuchs der natürlichen Pflichten (Mitau, 1777).
- Das Buch der Weisheit und Tugend. Ein Lesebuch für Jünglinge von zehn bis zwanzig Jahren, oder auch für jeden, dem daran gelegen ist, weise und gut zu sein, 3 Bände (Dessau und Leipzig, 1782).
- Über das moralische Gefühl (Dessau, 1782).
- Thesaurus juris cambialis, 2 Bände (Berlīn, 1783).
- Die Offenbarung Gottes in der Natur. Eine Schrift für Jedermann (Dessau und Leipzig, 1784).
- Versuch einer praktischen Logik, oder einer Anweisung, den gesunden Verstand recht zu gebrauchen (Leipzig, 1786).
- Ein Zuruf an die Naturforscher (Leipzig, 1786) Digitalisat
- Entwurf eines Systems der transzendentellen Chemie (Leipzig, 1787).
- Probe eines Kritischen Commentars über Kants Kritik der reinen Vernunft (Mitau, 1789).
- Beytrag zur Naturgeschichte der Vögel Kurlands (Mitau 1789, Berlin 1821)
- Versuch einer Geschichte der Hypothesen über die Erzeugung der Thiere, 1797
- Versuch einer Geschichte der Naturgeschichte (Mitau, 1802).